# سكة السلامة 2000 (مسرحية)
سكة السلامة 2000 هي مسرحية كوميدية مصرية عرضت في عام 2000، من بطولة محمد صبحي وسيمون ومن إخراج محمد صبحي، المسرحية مأخوذة من رواية للكاتب سعد الدين وهبة والتي قدمت من قبل تحت نفس الاسم عام 1964.

## قصة المسرحية
تدورالأحداث حول مجموعة من المسافرين إلى (شرم الشيخ) داخل أتوبيس، يضلوا الطريق ويصبحوا بمفردهم في صحراء سيناء الشاسعة، وتستعرض المسرحية سلبيات كل شخصية والتي تُظهرها هذة الظروف العصيبة، وعندما يوشكوا على الموت، يبدأ كل منهم في التكفير عن خطاياه. وأضاف صبحي في صياغته طابع سياسي عن الصراع العربي الإسرائيلي من وجهة نظر مصرية، ويوضح مفهومه عن السلام من خلال ديناميكية الشخصيات في المسرحية.

## طاقم التمثيل
- محمد صبحي: (قرني - الريجيسير)
- سيمون: (سوسو - الممثلة)
- شعبان حسين: (سائق الأتوبيس)
- خليل مرسي: (الصحفي فكري عبد السلام)
- محمود أبو زيد: (عثمان عبد الموجود - نائب مجلس الشعب)
- أيمن عزب: (حسين أبو السعود - رئيس مجلس إدارة فاشل)
- حمدي السيد: (أبو المجد الشبراوي - المحامي المرتشي)
- مجدي صبحي: (محمد محيي الدين - الزوج الخائن)
- عبير فاروق: (الزوجة الخائنة)
- أمل إبراهيم: (مدام جلنار - السيدة المتصابية)
- عبد الله مشرف: (ساكن الصحراء)
- شوقي طنطاوي: (الأسطى عويس - سائق الفنطاس)
- محمد حسن: (فتوح فتحي فتوح)

## فريق العمل
- إخراج مسرحي: محمد صبحي
- إخراج تلفزيوني: هشام عكاشة
- تأليف: سعد الدين وهبة
- مديرو التصوير: محمود حامد، سامي فيليب، طارق عبد الغني
- أشعار: محمد بغدادي
- موسيقى وألحان: ياسر عبد الرحمن
- إنتاج: صوت القاهرة للصوتيات والمرئيات (محمد عمارة)